# Langage de programmation par adresse
Ne doit pas être confondu avec APL (langage).
Pour les articles homonymes, voir APL.
Le langage de programmation par adresse (APL ou en russe : Адресный язык программирования  et en ukrainien : Адресна мова програмування) est l'un des premiers langages de programmation de haut niveau au monde. Il est créé en 1955 par Kateryna Yushchenko. En particulier, le langage de programmation APL rend possible l'adressage indirect et l'accès aux adresses de très haut rang de la même façon que les pointeurs.
Contrairement à Fortran et ALGOL 60, APL (langage de programmation par adresse) supporte l'adressage indirect et l'adressage des rangs supérieurs. L'adressage indirect est un mécanisme apparu dans d'autres langages de programmation bien plus tard (comme en 1964 dans PL / 1).
Le langage APL est implémenté sur tous les ordinateurs de la première et de la deuxième génération produits en Union soviétique. Le langage APL influence l'architecture des ordinateurs de Kiev, de Strela, d'Ural et de Promin. APL est alors utilisé de façon exclusive pour résoudre des problèmes économiques, comme dans l'aviation, l'exploration spatiale, la construction de machines et dans les complexes militaires, en particulier pour calculer les trajectoires de missiles balistiques en vol dans les années 1950–60. Les implémentations du langage de programmation APL sont utilisées pendant près de 20 ans. Un livre sur l'APL est publié en Ukraine en 1963 et traduit et publié en France en 1974.
Le langage APL affecte non seulement le développement économique de l'Union soviétique et d'autres pays socialistes, mais aussi les technologies de l'information et de programmation du monde entier. Les idées et outils proposés et mis en œuvre par APL se retrouvent maintenant dans de nombreux domaines liés à la programmation, tels que les types de données abstraites, la programmation orientée objet, la programmation fonctionnelle, la programmation logique, les bases de données et l'intelligence artificielle.